# Rough Guides
Rough Guides Ltd é um guia de viagem e editora de referência, de propriedade da Pearson PLC. Os seus títulos de viagem cobrem mais de 200 destinos, e são distribuídos em todo o mundo através do Grupo Penguin. Seu lema é "Make the Most of Your Time on Earth" (em tradução livre, "Aproveite ao máximo o seu tempo na Terra".
A série começou com o Rough Guide para a Grécia, em 1982, concebido por Mark Ellingham, que estava insatisfeito com os extremos entre os guias existentes, dos dirigidos a estudantes, obcecados com os preços, aos de "pesos-pesados culturais". Inicialmente, a série foi lançada com recomendações de baixo custo para mochileiros. Posteriormente, a partir do início da década de 1990, os Rough Guides incorporaram recomendações mais caras e, ao final daquela década, impressão a cores. Atualmente são comercializados para os viajantes de todos os orçamentos, com boa parte do conteúdo também sendo disponibilizado de modo online.